# Max Hainle
Max Otto Hainle (* 23. Februar 1882 in Dortmund; † 27. Mai 1924 in Bad Nauheim) war ein deutscher Schwimmer.
Er startete von 1894 bis 1900 für den 1. Stuttgarter Amateur Schwimm Club. Ab 1901 trat er für den Charlottenburger Schwimmverein von 1887 an. 
Bei den Olympischen Spielen 1900 in Paris wurde er im 200-Meter-Mannschafts-Schwimmen zusammen mit Ernst Hoppenberg, Max Schöne, Julius Frey und Herbert von Petersdorff Olympiasieger. Max Hainle war auch Mitglied der deutschen Wasserballmannschaft, blieb hier aber ohne Medaille. Bei den Deutschen Meisterschaften 1898 und 1900 wurde er über 1500 m Freistil zweimal deutscher Meister. 1902 belegte er den zweiten Platz bei der Europameisterschaft im Kunstspringen.